# フラッグベアラー
フラッグベアラーは日本コカ・コーラがFIFA World Cupで実行する行事である。

## 特徴
日本コカ・コーラが「What's your celebration? 世界に掲げよう！ボクたちの夢のHAPPYフラッグ」をテーマにして募集された18人がフラッグベアラーとして日本代表戦のピッチに旗を持って選手と一緒に入場する行事である。
選出方法はテーマのレポートを提出→電話での選考→面接→最終選考という順番である。
世界に掲げよう！ボクたちの夢のHAPPYフラッグとあるように旗を持ってピッチへ入場するのみではなく、ワールドカップ出場各国の夢を集め、その1つ1つを組み合わせ、会場に掲げるのである。その各国の夢を集めるのはもちろんフラッグベアラーたち自身であり、かなりの難易度といえる。

## 日本テレビでの放送
ズームイン!!SUPERやズームイン!!サタデーで放送される。フラッグベアラーについての放送日時は不安定で、何日何時放送という的確な時間は不明。
- ズームイン!!SUPERからのお知らせ→ （外部リンク）

## 活動内容
第1陣（カメルーン戦）、第2陣（オランダ戦）、第3陣（デンマーク戦）と3つのグループに分かれ、行動する。
グループごと3ペア（6人）である。
- コカ・コーラ フラッグベアラーページ→ (外部リンク）

ドリームフラッグ製作のための時間は4/25～5/23までであり、発表の時点から締め切りまで1ヶ月を切っていた。
担当国はペアごとに3 - 4ヶ国である。

## 募集期間
2010年3月31日（水）（日本時間24時まで）とコカ・コーラ フラッグベアラーのページに記載されている。
よって募集は閉め切られている。